# 탤 배크먼
탤미지 찰스 로버트 "탤" 배크먼(영어: Talmage Charles Robert "Tal" Bachman, 1968년 8월 13일 ~ )는 캐나다의 싱어송라이터 그리고 기타 연주자이다. 그는 1999년 히트곡 "She's So High"로 가장 잘 알려져 있는데, 이 곡은 그의 1999년 셀프 타이틀 앨범에 수록된 팝 록 곡으로 BMI 상을 받았다.